# Tolkiens språk
J.R.R. Tolkien började konstruera egna språk som barn. I vuxen ålder blev han språkprofessor och författare. Till sina verk om fantasivärlden Arda konstruerade han språken Quenya och Sindarin, Svartspråket, Entiska och Khuzdul med flera.
Här följer en lista med språk i Tolkiens sagovärld. (Listan är tagen från webbplatsen Ardalambion.)
1. Adûnaiska - Númenors språk.
2. Avarin - Alla sex orden.
3. Blandade språk  - De ledsna soldaternas språk.
4. Doriathrin - Lúthiens modersmål.
5. Entiska - Trädfolkets språk.
6. Gammal Alviska - Där allt började.
7. Gammal Sindarin - även kallat (gammal noldorin) - Mellan gammal-alviska* och Grå-alviska*.
8. Sindarin (Grå-alviska) - Det ädla språket.
9. Ilkorin - Ett förlorat språk?
10. Khuzdul - Dvärgarnas hemliga språk.
11. Nandorin - Grön-alvernas språk.
12. Orkiska och Svartspråket - Det onda språket
13. Quenya (högalviska)* - Det gamla språket.
14. Telerin - Havs-alvernas språk.
15. Valarin - Som skenet från glittrande svärd.
16. Westron (väströna) - Det allmänna umgängesspråket.

## Goldogrin
Språket goldogrin konstruerades av Tolkien på 1910-talet. Det var hans första walesisk-inspirerade språk och föregångaren till Sindarin. Goldogrin var enligt Tolkien det språk som Noldor utvecklade under exilen i Beleriand. Även kallat Gnomish ("gnomiska"), Lam na-Ngoldathon. Exempel: I·vrog na cuid arog "The horse is a swift animal".

## Tolkiens alviska språk
Tolkien började konstruera språk utifrån språkvetenskapliga grunder på 1910-talet. De första att kopplas ihop med hans framväxande sagovärld var qenya, som inspirerades av finska, och goldogrin. De bägge språken förknippades med alverna, som var de mest framträdande karaktärerna i de tidiga berättelserna. Qenya fortsatte Tolkien att utveckla hela sitt liv (senare med stavningen quenya), medan goldogrin ombildades till noldorin och därefter sindarin. De finsk- och kymrisk-inspirerade alvspråken förblev de överlägset största av språken som Tolkien skapade.

### Släktskapet mellan de alviska språken i Tolkiens fiktion
Nedan ges ett förenklat diagram över hur språken sägs ha utvecklats enligt Tolkiens böcker, och vilka som talade varje språk. Där detta är känt ges i kursiv stil hur Tolkien tänkte sig att quendians ord kwendī 'folk' utvecklats i respektive språk.
| Tidpunkt          | Språk                                                  | Språk                                                  | Språk                                                                       | Språk                                                                             | Språk | Språk |
| ----------------- | ------------------------------------------------------ | ------------------------------------------------------ | --------------------------------------------------------------------------- | --------------------------------------------------------------------------------- | --- | --- |
| Uppvaknandet      | Quendian Gemensamt för alla alver vid Cuiviénen kwendī | Quendian Gemensamt för alla alver vid Cuiviénen kwendī | Quendian Gemensamt för alla alver vid Cuiviénen kwendī                      | Quendian Gemensamt för alla alver vid Cuiviénen kwendī                            | Quendian Gemensamt för alla alver vid Cuiviénen kwendī                                                                            | Quendian Gemensamt för alla alver vid Cuiviénen kwendī                                                                            |
| Marschen västerut | Quenya Vanyar och Noldor i Aman quendi                 | Telerin Teleri under marschen pendi                    | Telerin Teleri under marschen pendi                                         | Telerin Teleri under marschen pendi                                               | Avarin Avari, de som stannade vid Cuiviénen och därifrån spreds över Midgård (många språk) kindi, cuind, hwenti, windan, kinn-lai | Avarin Avari, de som stannade vid Cuiviénen och därifrån spreds över Midgård (många språk) kindi, cuind, hwenti, windan, kinn-lai |
| Första åldern     | Quenya Vanyar och Noldor i Aman quendi                 | Amanya Telerin Teleri i Aman                           | Sindarin Teleri i Beleriand (Sindar) samt Noldor i landsflykt *-bind, *-bin | Nandorin Teleri i Rhovanion, Eriador och Ossiriand (Nandor)                       | | |
| Andra åldern      | Quenya Vanyar och Noldor i Aman quendi                 | Amanya Telerin Teleri i Aman                           | Sindarin Teleri i Beleriand (Sindar) samt Noldor i landsflykt *-bind, *-bin | Skogslandsalviska Skogsalverna i Anduins dalgång (på engelska Silvan Elves) penni | Skogslandsalviska Skogsalverna i Anduins dalgång (på engelska Silvan Elves) penni                                                 | |